# 郑光迪
郑光迪（1934年—），女，福建长汀人，生于北平，中华人民共和国政治人物，曾任交通部副部长、中国交通企业管理协会会长。因受贿罪被判刑。

## 生平
1949年至1952年就读于哈尔滨工业大学。毕业后赴苏联留学，1958年毕业于哈尔科夫汽车公路学院，主修建筑与筑路机械。
回国后一直在交通科学研究院工作，历任技术员、工程师、副研究员、研究室主任、副所长等职。领导、主持研制的“全液压清岩机”、“沥青混凝土摊铺机”和参加研制的“沥青混凝土搅拌系统”，在1978年获全国科技大会重大成果奖，并投入批量生产。此后，还领导开发了中国黑色路面筑路机械的主要机型。
1979年赴英国入道路与运输研究所、西门研究所及布鲁涅尔大学进修。
1982年，任交通部副部长，中共第十二届中央候补委员。
2002年9月27日北京市第二中级人民法院一审宣判，以受贿罪被判处有期徒刑五年，并处没收个人部分财产。

## 家庭
母亲杨刚为记者。父亲郑侃，毕业于北京大学经济系。